# Joe Mattock
Joe Mattock est un footballeur anglais, né le 15 mai 1990 à Leicester en Angleterre. Il évolue au poste d'arrière gauch.

## Biographie
Le 5 janvier 2012, Portsmouth obtient la prolongation de son prêt jusqu'à la fin de la saison.
Le 12 juin 2015, il rejoint Rotherham United.
Le 21 juin 2022, il rejoint Harrogate Town.

## Palmarès

### avec Leicester City
- 2007 : Vainqueur de la Premier Academy League
- 2009 : Vainqueur de la League One

### Avec Rotherham United
- vice-champion d'Angleterre de D3 en 2020.
- Vainqueur de la EFL Trophy en 2022